# Antonio Mandado López
Antonio Mandado López (Alacant, ? - 1914) fou un polític valencià, Alcalde d'Alacant durant la Restauració borbònica. Era membre de l'executiva alacantina del Partit Liberal Fusionista. El 1883 fou escollit alcalde d'Alacant, però sembla que la seva elecció fou propiciada pel frau electoral, raó per la qual cap altre regidor va acudir a la seva presa de possessió, i uns mesos després 15 regidors van exigir la seva dimissió. Finalment fou relegat i substituït per José Soler Sánchez. Tanmateix, va continuar al Partit Liberal, amb el que fou novament escollit regidor d'Alacant de 1887 a 1891 i de 1902 a 1909.